# Мери Едвардс
Мери Едвардс је рођена 1750. године, а умрла је септембра 1815. Била је људски "калкулатор" за Британски Наутички Алманах и једна од неколицине жена која је директно плаћана од стране одбора за мерење дужине, која је у то време од свог научног рада зарађивала довољно новца за живот. Била је једна од 35 "људских рачунара" који су израчунали позицију сунца, месеца и планета у различитим периодима дана за годишње издање “наутичког алманаха” коришћеног за навигацију у мору. Откривено је да је Едвардсова највећи број својих прорачуна и калкулација донела у време када је писала молбу Маскелину у којој га је питала да ли може да настави са радом како би подржала себе и своје ћерке после смрти свог супруга 1784. године.